# Apple Workgroup szerverek
Az Apple Workgroup szerverek az Apple által 1993-98 között fejlesztett, gyártott és forgalmazott hardvereszközök voltak, amelyeket a lokális számítógép-hálózatok, illetve az éledező web kiszolgálására terveztek. A szerverek szoftvere az Apple munkaállomás szoftvere volt számos kiegészítő alkalmazással.
Az Apple kicsit lemaradva érkezett a szerver-piacra, rövid idő alatt változó elgondolások irányították fejlesztéseit, nem sok sikert ért el a cég. A szervereket kezdetben Workgroup (munkacsoport) szervernek (1993. március – 1998. március) nevezték, pár év után a nevet rövid időre a Network-re (hálózat) cserélték (1996. február – 1997. április), majd visszatértek a Workgrouphoz. Az utolsó pár évben Macintosh Server G3/G4 (1998. március – 2003. január) volt az Apple szerver neve.
A szerverek Centris, Quadra és Power Macintosh számítógépek megerősített változatai voltak, általában nagyobb merevlemezzel. Az alap operációs rendszert szerver szolgáltatásokat nyújtó kiegészítőkkel bővítették. Kivételt az Apple Network Server néven forgalmazott gépek jelentik, amelyek speciálisan tervezett szerverek voltak, amelyeken kizárólag az AIX futott.

## Apple Workgroup Server (AWS)
1993
Az első modellek a Workgroup Server 60, 80 és 95 voltak, amelyeket együtt mutattak be a hannoveri CeBIT-en 1993. március 22-én. Az Apple Workgroup Servers névre keresztelt gépek az Apple Centris 610 és a Quadra 800 és 950 gépek továbbfejlesztett változatai. A szervereket 15-50 felhasználó fájl- és nyomtatás kiszolgálására, valamint adatbázis-támogatására tervezték. Az AWS 95 a 33 MHz-es Motorola 68040-alapú 950-es Quadra köré épült, nagy teljesítményű ki/bemeneti-kártyával bővítve. Az AWS 80 egy feljavított, 25 MHz-es 68040 Quadra 800. A A 95 és a 80 az Apple Unix implementációjának új kiadásával, az A/UX 3.0-val szállították, kiegészítve az Apple fájlszerver szoftverének, az AppleShare 4.0-nak Unix-alapú verziójával. A legkisebb AWS-re a System 7 operációs rendszert telepítették szintén az AppleShare 4.0-ás verziójával. Az AWS 60 5000, az AWS 80 10 000 és az AWS 95 irányára 20 000 dollár volt.
Az AWS 60-nak az utolsó negyedévre megjelent 50 MHz-re gyorsított változata. Az Apple és más Apple számítógépeket felsoroló weboldalak eltérően kezelik ezeket a verziókat. Egyes esetekben önálló gépként, máskor pedig csupán verzión belüli frissítésként. Az Apple a gépek elnevezésében aránylag következetes, az AWS 60 e verziója Workgroup Server 60 (50/25 MHz) nevet kapta. Később a névből a MHz kimaradt.
1994
1994 tavaszán az Apple bemutatta a PowerPC 601-es processzorára épített Workgroup Server 6150-et, 8150-et és 9150-et. Bemutatáskor a gépeken a System 7.1.2 futott, de az Apple vállalta, hogy az év vége előtt kibocsátja a System 7.5-öt, a PowerOpen-t és a Novell Net-Ware-t, mint operációs rendszert. Az szerver része volt az Apple RAID szoftvere, amely lehetővé tette az ügyfelek számára, olcsó merevlemezek redundáns használatával védjék adataikat. A legerősebb az AWS 9150 80 MHz-es 601-es processzorra épült, ára kiépítettségtől függően 7750 és 15 500 dollár volt. A szerver két 2GB merevlemezt, 4GB digitális szalagos (DAT) és CD-ROM meghajtókat tartalmazott, memóriája alapesetben 264MB-ig bővíthetően 24MB volt. Támogatta az Ethernet és LocalTalk hálózatot és a SCSI buszt. A szintén 80 MHz-es PowerPC 601-es hajtotta Workgroup Server 8150 ára 5000 és 10 500 dollár között volt. Kiépítésében és szoftvertudásban megegyezett a 9150-nel, de csak 16MB RAM-mal szerelték. A legkisebb 6150-esbe 500MB-os merevlemez, 8MB RAM került (maximum 72MB-ra bővíthető), DAT nem volt, csak CD. Az ára 3445 és 6150 dollár között mozgott.
Az Apple Workgroup Server 9150 az egyetlen Apple Workgroup Server, amely nem meglévő Mac-re épült. A háza Macintosh Quadra 900 házára hasonlított, a processzor 80 MHz-es – 1995 áprilisától 120 MHzz-es – PowerPC 601 volt. A 9150-es házában a merevlemezen kívül megtalálható a szalagos biztonsági mentési meghajtó (DAT). A hajlékonylemez-meghajtót a ház aljára helyezték, ez az egyetlen Macintosh ezzel a floppy-drive elrendezéssel.
1995

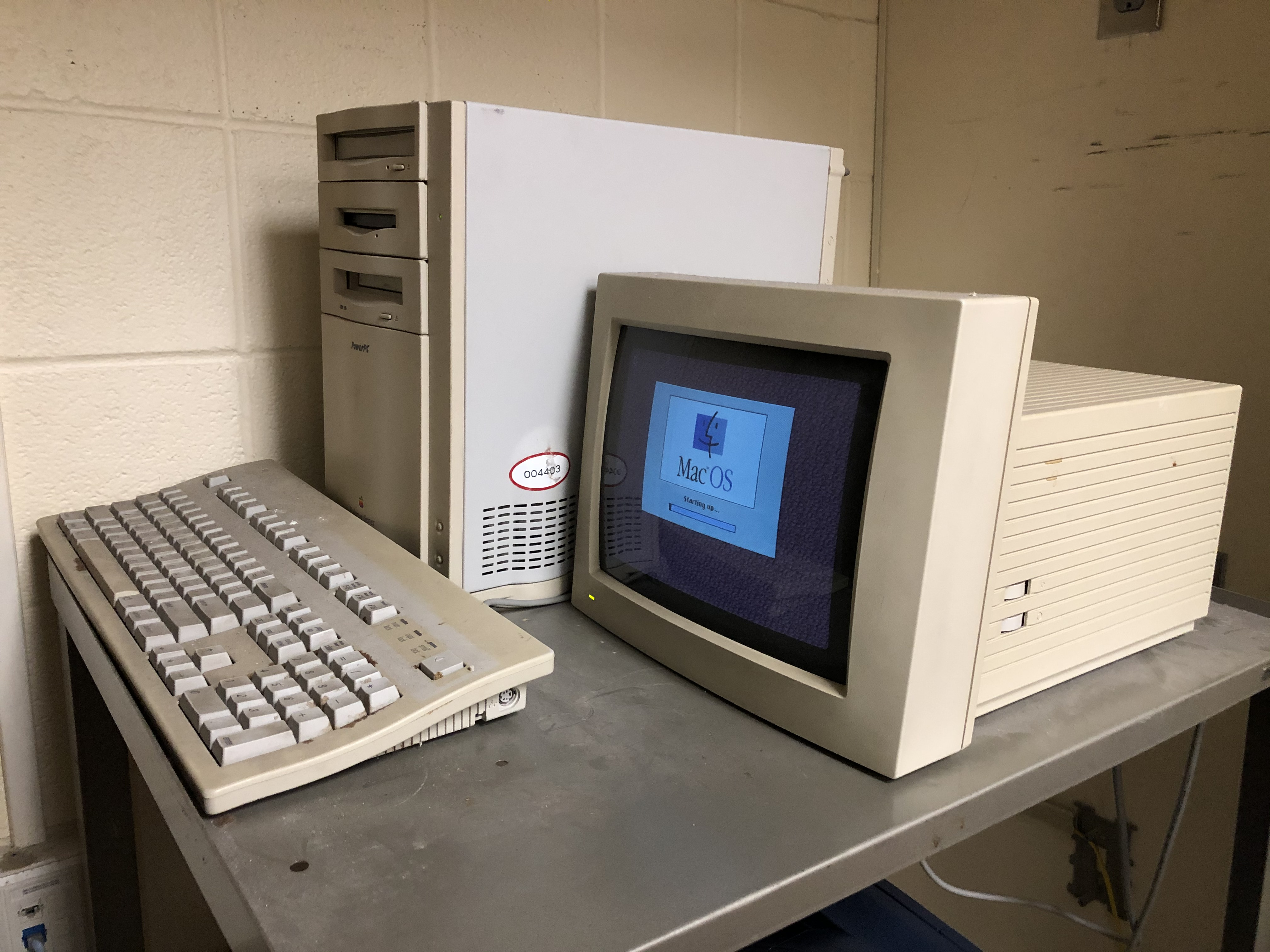
Az Apple Workgroup Server 8150 épp bootol a Bowling Green State University-n

A 9150 megjelenését után egy évvel, 1995 második negyedévében mutatták be az AWS 6150/66, 8150/110 és 9150/120 modelleket. A névből látható, ezek az alapmodellek módosított, sebességben (66 MHz, 110 MHz és 120 MHz) gyorsult változatai. Az Apple Windowst futtató gépek kiszolgálását az AppleShare Client for Windows szoftver szerverre telepítésével oldotta meg.
Szerver szoftver kiegészítőként az Apple a Internet Server Solution-t ajánlotta. Ez a szoftvercsomag tartalmazta a MacHTTP szerverszoftvert, BBEdit-et, hipertext jelölőnyelv (HTML) szerkesztőt, Netscape böngésző szoftvert és Domain Name Server (DNS) szoftvert. Ezenkívül kap HyperCard, FileMaker Pro és Butler SQL szoftvert és mintaadatokat minden adatbázishoz. Ezen kívül a CD-ROM tartalmazta az AppleSearch és AppleSearch CGI-t, Adobe Acrobat Pro-t, Clickable Maps-et és a Electronic Mail Common Gateway Interfaces (CGI-ket), egy web „oldalt”, amely számos ügyfélsegítő alkalmazásra mutatott, valamint testre-szabható weboldalakat és űrlapokat.
1996
A Workgroup szerverek szolíd sikere miatt az Apple új szerver-koncepciót mutatott be 1996 év elején. A Network Server hardvere a megszokott építő elemekből – PowerPC 604 processzor, Power Macintosh-hoz használt ház, alaplap... – épült fel. A szoftvere azonban az IBM módosította Unix verziója, az AIX volt – a cég a ROM-ba írt kóddal megakadályozta, hogy más operációs rendszert, így a saját Systemjét se lehessen elindítani a gépeken. Ebben az időben az Apple szorosan együttműködött az IBM-mel, a Motorolával együtt fejlesztették a PowerPC processzor családot. Az AIX átvételekor az Apple abban bízott, hogy egy ismert operációs rendszer segíti a szerverpiaci részesedése növelését. A terv kudarcot vallott, a Network Server 500 és 700 bő egy év után kikerült az Apple kínálatából.
1997
A Network fiaskó után az Apple visszatért a Workgroup elnevezéshez. A bemutatott két modell, a 180 MHz-es 7350 és a 233 MHz-es 9650 a PowerPC 604e processzorra épültek, a gépeken az a Mac OS operációs rendszer futott, ami az asztali gépeken. A szerverképességet három szerverszoftver-csomag adta: az alkalmazásszerver, azz AppleTalk szerver és a webszerver-eszközkészlet. Ezek tudása olyan modulokkal volt bővíthető, mint a webalapú fájlmegosztás, a TCP/IP-n alapuló hálózatok kezeléséhez az AppleShare 5.0 IP, FTP, POP3/SMTP levelezőszerver, webszerver és AppleTalk nyomtatószerver. A 7350-es modell 256 KB L2 gyorsítótárat, 48 MB bővíthető RAM-ot és 4 GB-os merevlemezt tartalmazott, alapára 2899 dollár volt. A 9650 512K L2 gyorsítótárat, 64 MB bővíthető RAM-ot és három SCSI-csatornát kínált, az ára 5799 dollártól indult.

## Apple Workgroup és Network szerverek
A táblázat nem tartalmazza az összes műszaki paramétert. Az egyes modelleknél a bemutatáskor érvényes adatokat soroljuk fel, a későbbi frissítéseket nem. Ahol az adatok az Apple hivatalos adatai hiányos – különösen a gyártás, forgalmazás befejezése –, a MacTracker alkalmazás adatait használtuk.
| Gép nevebemutatva kivezetvealapul vett Macintosh                     | Processzor és @órajel, L1 és L2 cache2. processzor    | Merevlemezfloppy-drájvCD (sebesség) | Eredeti operációs rendszerROM | Memóriabővíthetőségbővítőhelybővítő méretek       | Csatlakozók | Bővíthetőség       |
| -------------------------------------------------------------------- | ----------------------------------------------------- | ----------------------------------- | ----------------------------- | ------------------------------------------------- | --- | ------------------ |
| Workgroup Server 951993. 3. 22. 1995. 4. 17.Quadra 900               | 68040 @66 MHzL1:8K, L2:opc.                           | 230MB-1GB1.44MB2x CD                | A/UX 3.0.11MB                 | 8 MB - 256 MB16, 30-pin SIMM4x 1, 4, 8, 16 MB     | * ADB: 1 * Video: DB-15 * SCSI: DB-25 * Ethernet: AAUI-15 * Mikrofon: Omni                                     | * 5 NuBus * 1 PDS  |
| Workgroup Server 801993. 3. 22. 1994. 10. 17.Quadra 800              | 68040 @66 MHzL1:8K, L2:nincs                          | 500MB-1GB1.44MB2x CD                | System 7.11MB                 | 8 MB - 136 MB4, 72-pin SIMM1x 4, 8, 16, 32 MB     | * ADB: 1 * Video: DB-15 * SCSI: DB-25 * Ethernet: AAUI-15 * Mikrofon: Omni                                     | * 3 NuBus * 1 PDS  |
| Workgroup Server 601993. 7. 26. 1993. 10. 17.Centris 610             | 68040 @40 MHzL1:8K, L2:nincs                          | 250, 500MB1.44MB2x CD               | System 7.11MB                 | 8 MB - 68 MB4, 72-pin SIMM1x 4, 8, 16, 32 MB      | * ADB: 2 * Video: DB-15 * SCSI: DB-25 * Ethernet: AAUI-15 * Mikrofon: Omni                                     | * 1 NuBus vagy PDS |
| Workgroup Server 60 (50/25 MHz)1993. 10. 1. 1994. 10. 17.Centris 610 | 68040 @50 MHzL1:8K, L2:nincs                          | 250, 500MB1.44MB2x CD               | System 7.11MB                 | 8 MB - 68 MB4, 72-pin SIMM1x 4, 8, 16, 32 MB      | * ADB: 2 * Video: DB-15 * SCSI: DB-25 * Ethernet: AAUI-15 * Mikrofon: Omni                                     | * 1 NuBus vagy PDS |
| Workgroup Server 91501994. 4. 25. 1995. 4. 17.Quadra 900             | 601 @80 MHzL1:32K, L2:512K                            | 1, 2GB1.44MB2x CD                   | System 7.1.24MB               | 8 MB - 264 M B8, 72-pin SIMM2x 4, 8, 16, 32 MB    | * ADB: 1 * Video: DB-15 * SCSI: DB-25 * Geoports: 2 * Ethernet: AAUI-15 * Mikrofon: Omni                       | * 4 NuBus * 1 PDS  |
| Workgroup Server 61501994. 4. 25. 1995. 4. 17.Centris 610            | 601 @60 MHzL1:32K, L2:256K                            | 500MB1.44MB2x CD                    | System 7.1.24MB               | 8 MB - 72 MB2, 72-pin SIMM2x 4, 8, 16, 32 MB      | * ADB: 1 * Video: HDI-45 * SCSI: DB-25 * Geoports: 2 * Ethernet: AAUI-15 * Mikrofon: PlainTalk                 | * 1 NuBus vagy PDS |
| Workgroup Server 81501994. 4. 25. 1995. 4. 17.Quadra 800             | 601 @80 MHzL1:32K, L2:256K                            | 500MB, 1GB1.44MB2x CD               | System 7.1.24MB               | 8 MB - 264 MB8, 72-pin SIMM2x 4, 8, 16, 32 MB     | * ADB: 1 * Video: HDI-45 * SCSI: DB-25 * Geoports: 2 * Ethernet: AAUI-15 * Mikrofon: PlainTalk                 | * 3 NuBus * 1 PDS  |
| Workgroup Server 6150/661995. 4. 3. 1996. 10. 4.Centris 610          | 601 @66 MHzL1:32K, L2:256K                            | 700MB-1.2GB1.44MB4x CD              | System 7.5.14MB               | 16 MB - 72 MB2, 72-pin SIMM2x 4, 8, 16, 32 MB     | * ADB: 1 * Video: HDI-45 * SCSI: DB-25 * Geoports: 2 * Ethernet: AAUI-15 * Mikrofon: PlainTalk                 | * 1 NuBus vagy PDS |
| Workgroup Server 8150/1101995. 4. 3. 1996. 4. 22.Quadra 800          | 601+ @110 MHzL1:32K, L2:256K                          | 1GB1.44MB4x CD                      | System 7.5.14MB               | 16 MB - 264 MB8, 72-pin SIMM2x 4, 8, 16, 32 MB    | * ADB: 1 * Video: HDI-45 * SCSI: DB-25 * Geoports: 2 * Ethernet: AAUI-15 * Mikrofon: PlainTalk                 | * 3 NuBus * 1 PDS  |
| Workgroup Server 9150/1201995. 4. 3. 1996. 5. 18.Quadra 900          | 601 @120 MHzL1:32K, L2:1MB                            | 2x1GB, 2GB1.44MB4x CD               | System 7.5.14MB               | 16 MB - 264 MB8, 72-pin SIMM2x 4, 8, 16, 32 MB    | * ADB: 1 * Video: DB-15 * SCSI: DB-25 * Geoports: 2 * Ethernet: AAUI-15 * Mikrofon: Omni                       | * 4 NuBus * 1 PDS  |
| Network Server 700/1501996. 2. 26. 1997. 4. 20.NW Server 700         | 604 @150 MHzL1:32K, L2:1MB                            | 1-4GB1.44MB4x CD                    | AIX 4.1.4n/a                  | 32 MB - 512 MB8, 168-pin DIMM2x 8, 16, 32, 64 MB  | * ADB: 1 * Video: HDI-15 * SCSI: DB-25 * Ethernet: AAUI-15 * Mikrofon: PlainTalk megjegyzés                    | 6 PCI              |
| Workgroup Server 8550/1321996. 2. 26. 1997. 4. 20.Quadra 800         | 604 @132 MHzL1:32K, L2:512K                           | 2GB1.44MB4x CD                      | System 7.5.34MB               | 24 MB - 512 MB8, 168-pin DIMM1x 8, 16, 32, 64 MB. | * ADB: 1 * Video: DB-15 * SCSI: DB-25 * Geoports: 2 * Ethernet: AAUI, 10baseT * Mikrofon: PlainTalk            | 3 PCI              |
| Workgroup Server 7250/1201996. 2. 26. 1996. 3. 20.PM 7500            | 601 @120 MHzL1:32K, L2:256K                           | 1.2-2GB1.44MB4x, 8x CD              | System 7.5.34MB               | 16 MB - 256 MB4, 168-pin DIMM1x 8, 16, 32, 64 MB  | * ADB: 1 * Video: DB-15 * SCSI: DB-25 * Geoports: 2 * Ethernet: AAUI, 10baseT * Mikrofon: PlainTalk            | 3 PCI              |
| Network Server 500/1321996. 2. 26. 1997. 4. 20.NW Server 700         | 604 @132 MHzL1:32K, L2:512K                           | none-2GB1.44MB4x CD                 | AIX 4.1.4n/a                  | 32 MB - 512 MB8, 168-pin DIMM2x 8, 16, 32, 64 MB  | * ADB: 1 * Video: HDI-15 * SCSI: DB-25 * Ethernet: AAUI-15 * Mikrofon: PlainTalk                               | 6 PCI              |
| Network Server 700/2001996. 9. 14. 1997. 4. 20.NW Server 700         | 604e @200 MHzL1:64K, L2:1MB                           | 2x4GB1.44MB8x CD                    | AIX 4.1.4n/a                  | 48 MB - 512 MB8, 168-pin DIMM2x 8, 16, 32, 64 MB  | * ADB: 1 * Video: HDI-15 * SCSI: DB-25 * Ethernet: AAUI-15 * Mikrofon: PlainTalk megjegyzés                    | 6 PCI              |
| Workgroup Server 8550/2001996. 9. 14. 1997. 4. 20.Quadra 800         | 604e @200 MHzL1:64K, L2:512K                          | 2GB1.44MB8x CD                      | System 7.5.34MB               | 32 MB - 512 MB8, 168-pin DIMM1x 8, 16, 32, 64 MB  | * ADB: 1 * Video: DB-15 * SCSI: DB-25 * Geoports: 2 * Ethernet: AAUI, 10baseT * Mikrofon: PlainTalk            | 3 PCI              |
| Workgroup Server 9650/2331997. 4. 21. 1998. 3. 20.PM 9600            | 604e @233 MHzL1:64K, L2:512Kopc. PC Compatbility Card | 4GB, 2x4GB1.44MB12x CD              | System 7.6.14MB               | 64 MB - 768 MB12, 168-pin DIMM1x 8, 16, 32, 64 MB | * ADB: 1 * Video: DB-15 * SCSI: DB-25 * Geoports: 2 * Ethernet: AAUI, 10baseT * Mikrofon: PlainTalk            | 6 PCI              |
| Workgroup Server 7350/1801997. 4. 21. 1998. 3. 20.PM 7500            | 604e @180 MHzL1:64K, L2:256Kopc. PC Compatbility Card | 4GB1.44MB12x CD                     | System 7.6.14MB               | 48 MB - 512 MB8, 168-pin DIMM1x 8, 16, 32, 64 MB  | * ADB: 1 * Video: DB-15 * SCSI: DB-25 * Geoports: 2 * Ethernet: AAUI, 10baseT * Mikrofon: PlainTalk            | 3 PCI              |
| Workgroup Server 9650/3501997. 8. 5. 1998. 3. 20.PM 9600             | 604e @350 MHzL1:64K, L2:512Kopc. PC Compatbility Card | 2x4GB1.44MB24x CD                   | System 7.6.14MB               | 64 MB - 768 MB12, 168-pin DIMM1x 8, 16, 32, 64 MB | * ADB: 1 * Video: DB-15 * SCSI: DB-25 * Geoports: 2 * Ethernet: AAUI, 10baseT * Mikrofon: PlainTalk megjegyzés | 6 PCI              |

## Idővonal
| Apple AWS, Network és Power Macintosh G3/G4 szerverek idővonalon |
| --- |
| A színek kezdete a bemutató időpontja, a forgalmazás több esetben is hónapokkal később kezdődött. Megeshet, hogy egy csík végét kitakarja egy másik csík eleje. Előfordul, hogy a gyártás befejezését követően még egy ideig forgalomban marad a gép adott verziója. |